# Ulica Teodora Kalidego w Chorzowie
Ulica Teodora Kalidego w Chorzowie – jedna z ulic w chorzowskiej dzielnicy Chorzów II. Biegnie równolegle do ul. Katowickiej (DK 79). Łączy ul. Piotra Niedurnego z ul. 3 Maja.
Droga przed I wojną światową nosiła nazwę Kalidestraße/Colonia Weg, a w czasach Polski Ludowej – ul. Romana Rogowskiego.
Przy ul. T. Kalidego 1 znajduje się zabytkowy dom rzeźbiarza Teodora Kalidego, wybudowany w pierwszej połowie XIX wieku. Budynek jest murowany, potynkowany, narożny, dwukondygnacyjny, podpiwniczony, na rzucie prostokąta z dwoma niewielkimi skrzydłami od zachodu. Wnętrze posiada układ dwutraktowy (w skrzydłach – jednotraktowy). Fasada jest ośmioosiowa, z niewielkimi ryzalitami, w których zlokalizowano wejścia. Na budynku umieszczono czterospadowy dach. Obiekt wpisano do rejestru zabytków 15 marca 1973 (nr rej.: 1203/73, granice ochrony obejmują cały obiekt w ramach parceli budowlanej). Na fasadzie tego budynku (od strony ul. 3 Maja) umieszczona jest tablica upamiętniająca Teodora E. Kalidego.
Przy ul. T. Kalidego swoją siedzibę mają m.in.: Świetlica Dziecięca Ośrodka Pomocy Społecznej (ul. T. Kalidego 1), firmy i przedsiębiorstwa handlowo-usługowe, Stowarzyszenie „Ostoja” (ul. T. Kalidego 23), znajduje się przy niej najstarsza w Chorzowie kolonia robotnicza, wzniesiona dla pracowników Huty Królewskiej pod koniec XVIII wieku.